# My i Lenin
My i Lenin (tytuł oryginalny: Ne dhe Lenini) – albańsko–włosko–macedoński film fabularny z roku 2008 w reżyserii Saimira Kumbaro, na motywach dramatu Streha e te harruarve Ruzhdi Pulahy.

## Fabuła
Pierwszy po dwunastoletniej przerwie film zrealizowany przez Saimira Kumbaro. Początkowo miał nosić tytuł Mirëmëngjes Tavarish Lenin (Dzień dobry Towarzyszu Lenin), ale w ostatniej fazie produkcji tytuł zmieniono, na życzenie reżysera.
Akcja filmu rozgrywa się współcześnie w jednym z albańskich domów starców. Właścicielem budynku, w którym mieszkają, zostaje biznesmen, który wysunął swoją kandydaturę w wyborach na burmistrza. Obawa o to, że wkrótce zostaną wyrzuceni skłania staruszków do działania. Odkrywają oni, że nowy właściciel nabył ich dom posługując się fałszywymi dokumentami. W planach zdemaskowania aferzysty główną rolę ma odegrać emerytowany aktor, który w przeszłości zasłynął rolą Lenina w jednym z albańskich filmów, ale potem już nie zagrał żadnej większej roli. „Lenin” zgadza się pomóc, ale nie bezinteresownie.
Film kręcono w autentycznym domu starców w Kavai. W roli statystów wystąpili pensjonariusze tego ośrodka. Współpracownikiem w realizacji filmu był amerykański scenarzysta Sean Clark, ale jego nazwisko nie pojawia się w napisach. Akcentem polskim są pojawiające się w filmie dźwięki Warszawianki, która jest tłem muzycznym dla fragmentu filmu o Leninie.
Premiera filmu odbyła się w grudniu 2008, w kinie Millenium w Tiranie.

## Obsada
- Lazër Filipi jako Llazar Korita alias Lenin
- Elvira Diamanti jako dyrektorka Mira
- Lutfi Hoxha jako Musa
- Bedri Jashari jako topograf
- Zehrudin Dokle jako Adil Kakavija
- Margarita Xhepa jako Elizabeta Bali
- Robert Ndrenika jako Zenel Batha
- Mirush Kabashi jako Zino
- Tinka Kurti jako Kristina
- Hajrie Rondo jako Semiheja
- Mehdi Malkaj jako Emil Bregu
- Alfred Zeneli jako Fredi
- Denalda Teli jako Flora
- Zijedin Kurteshi jako Aliu
- Dervish Biba jako minister
- Leon Cino jako Gazi
- Sulejman Dibra jako Murteza
- Lumturi Dashi jako pracownik domu starców